# Mistras råd för evidensbaserad miljövård
Mistras råd för evidensbaserad miljövård (Mistra EviEM) är ett oberoende råd som ska genomföra systematiska utvärderingar av olika miljöfrågor. Genom att sammanställa och analysera alla tillgängliga forskningsresultat inom sådana områden ska Mistra EviEM bidra till att miljövården i ökad omfattning står på vetenskaplig grund. Systematiskt översiktsarbete av detta slag har tidigare främst bedrivits inom medicinen, exempelvis av Statens beredning för medicinsk och social utvärdering (SBU).
Mistra EviEM, som inledde sin verksamhet i januari 2012, finansieras av Stiftelsen för miljöstrategisk forskning (Mistra). Rådet är placerat vid Stockholm Environment Institute. Mistra EviEM är det svenska centret inom Collaboration for Environmental Evidence (CEE), som är ett öppet nätverk för aktörer som jobbar mot en hållbar global miljö och bevarande av biologisk mångfald.